# 吉力吉撈·鞏冠
吉力吉撈·鞏冠（舊漢名朱立人，1994年3月13日—），是一位臺灣棒球選手，守備位置為捕手、一壘手。回台灣後2021年起初於中華職棒味全龍自行培訓，後於選秀會由味全以首輪第5順位選中，與球隊簽下2.4年總值新臺幣1,293萬元的合約。

## 早年
吉力吉撈·鞏冠出生於臺中市，排灣族人，原籍位於屏東縣瑪家鄉佳義村。

## 經歷
- 台中市西屯區大仁國小少棒隊
- 台中市西苑高中青少棒隊
- 台中市西苑高中青棒隊
- 台灣體育大學台中校區、臺灣體育運動大學（富邦公牛）棒球隊
- 美國職棒克里夫蘭印地安人（2012年－2020年）
  - 2013年-大聯盟澳洲棒球學院計畫
  - 2014年-新人聯盟-亞利桑那印地安人
  - 2015年-短期1A-馬洪寧谷拳獅犬
  - 2016年-新人聯盟-亞利桑那印地安人
  - 2016年-1A-湖郡船長
  - 2017年-1A-湖郡船長
  - 2018年-高階1A-林區堡山貓
  - 2018年-2A-亞克朗橡皮鴨
  - 2018年-3A-哥倫布快艇
  - 2018年-2A-亞克朗橡皮鴨
  - 2019年-2A-亞克朗橡皮鴨
- 中華職棒味全龍（2021年8月25日－）
- 2023年世界棒球經典賽中華隊代表（2023年）
- 2024年世界棒球12強賽中華隊代表（2024年）

## 職棒生涯成績

### 中華職棒
- (粗黑體字為該年度最佳或最高成績）

| 年度 | 球隊   | 出賽 | 打數 | 安打 | 全壘打 | 打點 | 得分 | 盜壘 | 四死 | 被三振 | 壘打數 | 雙殺打 | 打擊率 | 上壘率 | 長打率 | 整體攻擊指數 |
| ---- | ------ | ---- | ---- | ---- | ------ | ---- | ---- | ---- | ---- | ------ | ------ | ------ | ------ | ------ | ------ | ------------ |
| 2021 | 味全龍 | 54   | 203  | 52   | 11     | 32   | 24   | 1    | 18   | 46     | 93     | 9      | 0.256  | 0.310  | 0.458  | 0.768        |
| 2022 | 味全龍 | 88   | 318  | 91   | 14     | 56   | 41   | 0    | 33   | 70     | 153    | 10     | 0.286  | 0.350  | 0.481  | 0.831        |
| 2023 | 味全龍 | 106  | 388  | 110  | 23     | 67   | 58   | 1    | 45   | 89     | 204    | 11     | 0.284  | 0.356  | 0.526  | 0.882        |
| 2024 | 味全龍 | 120  | 455  | 127  | 23     | 78   | 60   | 0    | 48   | 93     | 217    | 10     | 0.279  | 0.344  | 0.477  | 0.821        |
| 合計 | 4年    | 368  | 1364 | 380  | 71     | 233  | 183  | 2    | 144  | 298    | 667    | 40     | 0.279  | 0.344  | 0.489  | 0.833        |

## 個人情報

### 獎項
- 2008年小馬聯盟小馬級世界青少棒錦標賽世界賽全壘打獎
- 2009年世界青少棒錦標賽最佳三壘手
- 中華職棒全壘打王：2022~2023

### 背號
- 44 (味全龍自主培訓期間）
- 4 (2021年8月－）

## 外部連結
- 吉力吉撈·鞏冠在美國職棒官網（英语）
- 吉力吉撈·鞏冠在中華職棒官網
- 吉力吉撈·鞏冠在Baseball-Reference.com（小聯盟以及海外聯盟）（英语）
- 吉力吉撈·鞏冠在The Baseball Cube（英语）
- 吉力吉撈·鞏冠在台灣棒球維基館上的頁面（繁體中文）
- 吉力吉撈·鞏冠的Instagram帳戶

| 體育角色      | 體育角色                               | 體育角色    |
| ------------- | -------------------------------------- | ----------- |
| 前任： 陳傑憲 | 台北市職業棒球員工會理事長 2025年5月－ | 繼任： 現任 |